# Ana Ipătescu
Ana Ipătescu, född 1805 i Bukarest, död där 13 mars 1875, var en rumänsk revolutionär. Hon deltog i revolutionsförsöket 1848.